# Schwelmer Rundweg
Der Schwelmer Rundweg ist ein 20 Kilometer langer Rundwanderweg um die Stadt Schwelm. Als Wegzeichen besitzt der Wanderweg ein S im Kreis. Die Auffrischung der Wegzeichen erfolgt in regelmäßigen Abständen durch die Ortsabteilung Schwelm des Sauerländischen Gebirgsvereins.
Der Weg berührt folgende Sehenswürdigkeiten:
- Haus Martfeld
- Die Schwelmequelle im Martfelder Wald
- Naturschutzgebiet Tal der Fastenbecke
- Naturschutzgebiet Tal der Wolfsbecke